# روبرت ثورن
روبرت كوين ثورن (بالإنجليزية: Robert C. Thorne)‏ هو إحاثي أمريكي ولد في 25 نوفمبر 1898 وتوفي في 27 مايو 1960.

## الحياة الشخصية
ولد ثورن في آشلي بولاية يوتا.
شارك في الرحلة الثانية للكابتن مارشال فيلد للحفريات في عام 1926. وكان من بين المشاركين الآخرين إلمير ريجز (القائد والمصور الفوتوغرافي) ورودولف ستاهليكر (جامع أحفوري) وفيليب منديز. بدأت البعثة في أبريل 1926 وانتهت في نوفمبر 1926. وكان الغرض منها جمع الحفريات الجيولوجية في بويرتا كورال كيمادو، كاتاماركا، الأرجنتين، أمريكا الجنوبية. كانت الحملة ناجحة وتم العثور على أنواع جديدة خلال هذه البعثة.
كان من قدامى المحاربين في الحرب العالمية الأولى وكان متزوجا من كونستانس.
توفي في فيرنال في يوتا.

## روابط خارجية
- صور تاريخية من مكتبة متحف الميدان